# Kiláni
Kiláni (grec moderne : Κοιλάνι) est un village de Chypre de plus de 216 habitants.